# Ariosoma gilberti
Ariosoma gilberti är en fiskart som först beskrevs av Ogilby, 1898.  Ariosoma gilberti ingår i släktet Ariosoma och familjen havsålar. IUCN kategoriserar arten globalt som livskraftig. Inga underarter finns listade i Catalogue of Life.